# Wiktorów (rejon halicki)
Wiktorów (ukr. Вікторів) – wieś na Ukrainie, w  obwodzie iwanofrankiwskim, w rejonie halickim. 
W latach 1942–1944 nacjonaliści ukraińscy z OUN-UPA zamordowali tutaj 13 Polaków.